# Ine (voornaam)
Ine is een Angelsaksische meisjesnaam. De betekenis van de naam is naam van een koning' of 'God voorziet en maakt beter'. 
Oorspronkelijk was deze naam een Friese naam. Dit komt doordat de Friezen in de 5e eeuw samen met de Angelen en de Saksen migreerden richting Engeland (Volksverhuizing). Hierdoor was er een overname van Friese namen door de Angelsaksen. Bij de Friezen werd 'Ine' echter wel eerder als jongensnaam gebruikt.
Volgens de Nederlandse Voornamendatabank komt de naam van 'Ina'. Dat is een verkorting van verschillende vrouwelijke namen op -ina, zoals Gesina, Hendrina, Catharina of Klazina.